# Matthieu Durand
Matthieu Durand est un illustrateur et un dessinateur de bande dessinée français, spécialisé dans les bandes dessinées d'aviation.

## Biographie
Dargaud lance une nouvelle série des aventures de Tanguy et Laverdure en 2016. Elle retrace l'aventure des deux héros dans le passé, en revenant aux racines du succès. Le premier diptyque est une adaptation du roman de Jean-Michel Charlier de 1971 : L'Avion qui tuait ses pilotes.
Ainsi, dans cette série intitulée « Une aventure Classic de Tanguy et Laverdure », Matthieu Durand dessine d'abord Menace sur Mirage F1 publié en 2016 puis L'avion qui tuait ses pilotes en 2017. Deux autres volumes suivront : Coup de feu dans les Alpes (2019) puis Le Pilote qui en savait trop (2021).

## Œuvre

### Albums
- Jack Blues, scénario de Frédéric Zumbiehl, Zéphyr Éditions

1. Airblues 1947, 2007  (ISBN 978-2-9527871-0-9)
2. Airblues 1948, 2009  (ISBN 978-2-9527871-5-4)

- Team Rafale, scénario de Frédéric Zumbiehl, Zéphyr Éditions

2. Trésor de guerre, 2008  (ISBN 978-2-9527871-2-3)
4. Traque en Afghanistan, 2010  (ISBN 978-2-361-18005-8)
- Rafale Leader, scénario de Frédéric Zumbiehl, Zéphyr Éditions

1. Foxbat, 2011  (ISBN 978-2-361-18025-6)
2. Le Troisième MiG, 2012  (ISBN 978-2-361-18049-2)
3. North Pole, 2013  (ISBN 978-2-361-18133-8)
4. Arctika, 2014  (ISBN 978-2-361-18146-8)

- Tanguy et Laverdure « Classic », scénario de Patrice Buendia d'après Jean-Michel Charlier, Dargaud/Zéphyr Éditions

1. Menace sur Mirage F1, 2016  (ISBN 978-2-361-18234-2)
2. L'avion qui tuait ses pilotes, 2017  (ISBN 978-2-205-07696-7)
3. Coup de feu dans les Alpes, 2019  (ISBN 978-2-205-07811-4)
4. Le Pilote qui en savait trop, 2021  (ISBN 978-2-205-08292-0)

## Prix et distinctions
- 2017 : prix Pilotes de Chasse Ardennes de la bande dessinée à L’avion qui tuait ses pilotes, ex æquo avec L’Enragé du Ciel[5]